# バイ陰謀事件
バイ陰謀事件（バイいんぼうじけん、Bye Plot）とは、1603年のイングランドにおいて、急進派のローマ・カトリックの神父と一部の清教徒が宗教的寛容政策を求めて、即位直後のイングランド国王ジェームズ1世の誘拐を企てて失敗に終わった未遂事件。バイ（「副」）という名前は、同時期に発覚した王宮廷臣らによる同様の陰謀事件（メイン陰謀事件、＝「主」）と対比させたもので、当時、メイン陰謀事件の方が重要視されたことに基づく。
世俗司祭のウィリアム・ワトソンとウィリアム・クラークの2人の神父は、新王ジェームズ1世がエリザベス女王時代の宗教政策を改め、カトリックに寛容な政策を取ることに確信を持てなかった。そこでジェームズを誘拐してロンドン塔に監禁し、カトリックへの寛容政策を迫ろうとした。さらにこれには国王秘書長官ロバート・セシルの義兄弟にあたり、父は政府高官を務めたコバム男爵家の次男ジョージも関わっていた。しかし、この計画は世俗司祭を疑問視し、また穏健派でジェームズに期待していたローマ・カトリックのジョージ・ブラックウェル主席司祭やイエズス会の要人ヘンリー・ガーネット神父の支持を得られず、むしろ、彼らがイングランド政府に警告するほどであった。結局、陰謀はすぐに露見して犯人らは逮捕され、大逆罪で処刑された。また、この捜査の中でメイン陰謀事件が発覚することになる。

## 背景・前史
1533年から1540年にかけて、ヘンリー8世はローマ教皇庁より、国内における宗教の実権を奪うべく行動を起こし、数十年にわたる宗教的緊張が始まった。イングランドのカトリック教徒たちは、旧教より分離し、新たに設立されたプロテスタントのイングランド国教会が支配する社会での生活を強いられた。ヘンリーの娘であるメアリー1世の時代に少し揺り戻しが起こるものの、1558年に同じくヘンリーの娘でメアリーの妹である女王エリザベス1世の時代になると、彼女は公職や教会の役職に就いた者は、教会と国家の長である君主に忠誠を誓うことを義務付ける「エリザベス朝の宗教的解決」を導入し、宗教対立の激化に対応した。この宣誓（至上権承認の宣誓）を拒否した場合の罰則は厳しく、宣誓を守らなかった場合は罰金を科せられ、再犯者には投獄や処刑の危険があった。中でも教皇への強い忠誠を誓うイエズス会の神父は強い弾圧の対象であった。
こうした時勢にあって、イングランド国内のカトリック教徒たちが、ミサなどの典礼を受けるには、潜伏生活を送るイエズス会やその他の修道会に所属する正規の神父（司祭）か、あるいは神学校は出たが特定の宗教団体には所属しなかった世俗司祭から奉仕を受ける必要があった。これらの司祭の法的立場は明確ではなかった。
1603年3月末、カトリックに対し苛烈な政策をとったエリザベス女王が亡くなり、スコットランド王ジェームズ6世が、ジェームズ1世として後を継ぐことが決まった。弾圧されてきたイングランドのカトリック教徒たちは、先述の問題や国教忌避者に対する罰金などが改められ、ジェームズが自分たちに寛容な政策を行うと期待した。

### イングランドのカトリック教徒の分裂
1603年時点のイングランドのカトリック社会においては、主席司祭論争（Archpriest controversy）と呼ばれる分断と論説の対立が、もう5年ほど続いていた。これは結果として、カトリック司祭たちの足並みをそろわせ、1603年の陰謀計画が実現不可能なものになったことと大きく関係しており、謀略を当局に通報するという考えも受け入れさせた。
世俗司祭のウィリアム・ワトソンは、主席司祭論争において「控訴人」側に立ち、聖座から任命されたジョージ・ブラックウェル主席司祭と対立した。ワトソンの極論は、イングランド政府や教会から重宝され、当時のロンドン大主教リチャード・バンクロフトの庇護を受けた。1601年9月にはワトソンはフラム宮殿に滞在していた。1602年には留置場に収監されたが、バンクロフトとは緊密に連絡を取り合っていた。
バイ陰謀事件を最初に暴いたのは、首謀者ワトソンの対立相手であったブラックウェルや、ジョン・ジェラードとヘンリー・ガーネットの2人のイエズス会の神父であった。この3人は、それぞれ独自のルートで陰謀に関する情報を当局に通報した。これは単に論敵の策謀だったからという理由に留まらず、世俗司祭の政治的動機に疑念を抱き、また計画が失敗した場合にカトリック教徒が被るであろう報復被害を恐れたためであった。

### 犯人たち
バイ陰謀事件は別名に「ワトソン陰謀事件（Watson's Plot）」「カトリック陰謀事件（Catholic Plot）」「サプライズ反逆事件（Surprising Treason）」「聖職者反逆事件（Treason of the Priests）」といったものがあるが、この陰謀に関与したのはカトリック司祭だけではなかった。どれほどの関与があったかは不明であるが、清教徒であるグレイ・ド・ウィルトン男爵トマス・グレイやグリフィン・マーカムという人物もいた（2人はメイン陰謀事件とも平行で裁かれている）。
彼らは宗教的寛容を求めるという点では共通していたかもしれないが、動機は様々であった。ワトソンは国教忌避者に対する罰金が無くなることを望んでいた。また、バイ陰謀事件の目的には特定の大臣を排除することが含まれていた。一方で並行して進んでいたメイン陰謀事件の方では国王ジェームズ自体を廃位させ、その従姉妹のアラベラ・スチュアートを即位させる計画であった。

## バイ陰謀事件
スコットランド王であったジェームズは、即位にあたってゆっくりとしたペースで南下し、5月3日にハートフォードシャーのセオバルズ・ハウスに到着した。この理由として、かつて「スコットランドの先例」として、政治的思惑から王の誘拐を企む者がいた、というマーカムの見解に基づくものであった。誰か（おそらくマーカム）が、計画にジョン・ジェラード神父を巻き込もうとしたのは、（ジェラード自身の説明では）5月末か6月初頭のことであった。彼は否定的な反応を示し、ヘンリー・ガーネットとジョージ・ブラックウェルに手紙を書いて、計画を阻むことを依頼した。

### 計画の露見と失敗
ワトソンは計画の決行日を6月24日とした。これは聖ヨハネの日であり、特に重要なのが宮廷において式典が営まれる首飾り章の日（collar day）でもあったことだった。
この日や夏至が近づくと、ジェラード神父はスコットランドの廷臣を介して王に陰謀を気づかせようとした。また、潜伏生活を送りながらも、イングランドにおける世俗司祭の公式の責任者であったブラックウェルもまた同様に遠回しな通報をしようとしていた。ブラックウェルの方がジェラードのやり方よりも秀でていた。ブラックウェルが当局に伝達した方法は、トマス・コプリー卿の娘であるマーガレットと結婚した国教忌避者のジョン・ゲージを介するというものであった。6月28日にゲージがロバート・セシル宛に手紙を書いた時には、既にセシルは陰謀に気づいていた。一方カトリックの帰国亡命者で計画の一味であったアンソニー・コプリーもまた計画の中身についてブラックウェルに手紙を書いていた。彼はトマス・コプリーの息子であり、ゲージの義兄弟であった。ブラックウェルとゲージのやり取りは、セシルに裏になにかあると考えさえ、ゲージにブラックウェルを評議会に引き出すように依頼した。このため、アンソニーは意図的に二重スパイを演じていたという説がある。
結局、グレイはその日のうちに計画から降り、犯人たちは散り散りになってしまった。
一連の経緯における重大な出来事は、7月にロンドン塔にいたジョージ・ブルックが逮捕されたことであった。
マーカムとブルックは現在の枢密院のメンバーに取って代わることを画策しており、またブルックの兄である第11代コバム男爵ヘンリー・ブルックは、より重大なメイン陰謀事件の共謀者であった。
ジョージは7月15日に召喚され、その際、無実を証明しようとして捜査官に2つの異なるグループによる陰謀があったことを告白してしまった。
7月16日には、ワトソンの逮捕状が布告された。
この頃のバンクロフトは、ワトソンと距離を置いた正当な理由があり、女王が亡くなる前から会っていないと主張した。
ジェームズの戴冠式は、予定通り、彼の聖名祝日にあたるヤコブの日である7月25日に行われた（ジェームズ（James）はヤコブ（Jacob）に由来する名前）。しかし、儀典として行われる予定であったロンドン入城は、ペストなどの理由で見合され、1604年3月に延期された（当時、ウェストミンスターはロンドンの区画外であった）。

### ワトソンの逮捕と裁判
8月に入って計画の中心であった2人の神父は逮捕された。ワトソンは8月5日頃にイングランドとウェールズの国境に位置するヘイ・オン・ワイ近くのワイ川沿いの畑で逮捕された。その後、8月10日付で計画に関して自白を行った。積極的な共謀者であったウィリアム・クラークは8月13日にウスターで逮捕された。
バイ陰謀事件の詳細は、11月に入って獄中のカトリック司祭フランシス・バーナビーの供述で明らかとなった。 彼はバンクロフトの代理人としてクリストファー・バグショーと連絡を取り合っていた人物で、イングランドのイエズス会に対抗するためにウィリアム・クラークと協力関係にあった。
本事件の裁判は11月15日から18日にかけてウィンチェスターの司教館で行われた。この理由として、11月にウィルトシャーのソールズベリー近郊にあるウィルトン・ハウスが仮宮殿になったために、そこからほど近いウィンチェスターが便利だと判断されたこと、また、日程が大幅に遅れたことについてはジョン・リンガードは『イングランド史』の中で、スペイン領ネーデルラントの代表として戴冠式に出席したアレンバーグの第2王子シャルル・ド・リーニュが引き続き国内に滞在していたことにあるとしている。メイン陰謀事件の犯人たちがアレンバーグに接触していた場合に、厄介なことになると判断されたためであった。
15日の裁判では、事件に関与した2人の神父とジョージ・ブルック卿、グリフィン・マーカム卿が被告となった。17日はウォルター・ローリーが被告に立ち、検察側は彼がバイ陰謀事件に関与していたことを立証した。18日には、男爵であるグレイが被告となり、メイン陰謀事件に関与したコバム卿とともに、31人の貴族（peers）から有罪判決を受けた。
共謀者にも有罪判決が下された。
バイ陰謀事件の被告のうち、大逆罪で無罪になったのはエドワード・パーハム卿だけであった。
ローリーがバイ陰謀事件に関与していた、というエドワード・コークの起訴状は、たぶんに個人的な罵倒を多用した修辞的なもので、中身の薄いものであったが、メイン陰謀事件において彼が果たした役割については説明すべき点が多かった。

### 処刑と慈悲
ワトソンとクラークの両神父に対する処刑は11月29日に執行された。続けて、12月5日にジョージ・ブルックの処刑も執行された。
12月10日、グレイとマーカムは処刑台に連行されるも、その場で王の慈悲を受け、ロンドン塔で余生を過ごすこととなった。コバム卿にも同様の処置がとられたこの様子を目撃したダドリー・カールトンは、王の慈悲を知らしめるためによく書かれた演劇（drama）であったと評した。特にバイ陰謀事件に巻き込まれていたローリーのための演出であったとカールトンは結論付けている。

## その後
バイ陰謀事件の発覚直後において、このニュースはカトリック社会に衝撃を与え、更なる迫害の危機を想起させた。しかし、実際には陰謀の露見によって迫害の手は緩められることになった。ジェームズは訴えられていた国教忌避者たちに恩赦を与え、罰金の支払いにも1年の猶予を与えた。ところが翌1604年2月、ジェームズの王妃アン・オブ・デンマークが、ローマ教皇よりロザリオを贈られたことが発覚した。ジェームズは即座にカトリック教会を糾弾した。2月22日にはイエズス会をはじめとするすべてのカトリック司祭に3月19日までに国外退去を命じる勅令を出し、国教忌避者に対する罰金の徴収を再開した。この勅令の草案自体は、陰謀が発覚した際に作成されたが布告はされずにいたものであった。この方針転換は後の火薬陰謀事件の遠因となる。
アンソニー・コプリーは死刑を宣告されたが、1604年8月18日に陰謀の経緯を全面的に自白することで赦免された。